# Landgrave
Landgrave fue un título nobiliario usado normalmente en el Sacro Imperio Romano Germánico y después en los territorios derivados de este, comparable al de príncipe soberano, aunque etimológicamente significa conde de un país, teniendo un deber feudal directamente con el emperador. Su jurisdicción se expandía en ocasiones a extensiones considerables, sin estar sometido a un cargo intermedio, como duque, obispo o conde palatino. El landgrave ejercía derechos de soberanía; su poder de decisión era comparable al de príncipe.

Corona de un landgrave

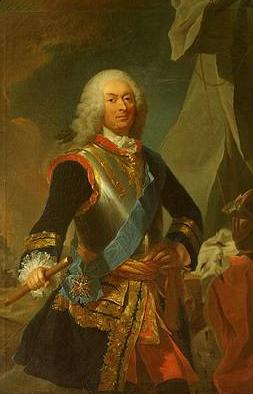
Guillermo VIII, landgrave de Hesse-Kassel

La forma femenina es landgravina; el cargo o el territorio gobernado por el landgrave es el landgraviato.

## Descripción y origen
El título originalmente era referente a un conde que poseía inmediatez imperial, o un deber feudal debido directamente al Sacro Emperador. Su jurisdicción se extendía sobre un territorio a veces bastante considerable, que no estaba subordinado a un poder intermedio como a un duque, un obispo o un conde palatino. 

### Origen
El título se originó dentro del Sacro Imperio Romano Germánico, aquel fue registrado por primera vez en la Baja Lotaringia a partir de 1086, con Enrique III, conde de Lovaina, como landgrave de Brabante. Por definición, un landgrave ejercía derechos soberanos. Su poder de toma de decisiones era comparable al de un duque.
El título de Landgrave continuó utilizándose ocasionalmente como título honorífico y subsidiario de nobles como el Gran Duque de Sajonia-Weimar, que funcionó como Landgrave de Turingia en la primera década del siglo XX, pero el título cayó en desuso después de la Segunda Guerra Mundial.
El término también se empleó en las Carolinas (lo que hoy es Carolina del Norte y Carolina del Sur en los Estados Unidos) durante el gobierno británico. Un "landgrave" era "un noble en la colonia británica de Carolina en América del Norte, con un rango justo por debajo del propietario (equivalente autorizado de un vasallo real)".